# 甲米府
甲米府（皇家轉寫：Changwat Krabi，泰語發音：[t͡ɕāŋ.wàt krā.bìː]），是泰國南部一個行政區，西北接攀牙府，南鄰董里府，在东北及正北面与素叻府有很长的共同界线 ，东鄰那空是貪瑪叻府，西側則是隔著攀牙灣與對岸的普吉府遥相呼应。中文譯名為該名之潮州話音譯。
由於近年愈來愈多人前往泰國普吉島度假，使得普吉某些区域如巴东海滩（Patong Beach）、嘎挞海滩（Kata Beach）人满为患。不少嚮往寧靜假期的人選擇去鄰近普吉的披披島（เกาะ พีพี；Phi Phi Islands）度假。
披披島 (Koh Phi Phi) 恰恰屬於甲米府，電影《沙灘》（The Beach）就是在小披披岛上的馬亞灣（อำเภอเมือง；Maya Bay）取景的。

## 歷史
起先在二万五千年至三万年前就有人来到这一片土地上生活。历史记载中最古老的王国叫做六坤王国（Kingdom of Ligor），该国于公元1200年左右建都于附近的三王台（Ban Thai Samor）。
甲米在1782年泰国建立扎克里王朝之初曾隶属那空是貪瑪叻道（泰语叫 มณฑล นครศรีธรรมราช Monthon Nakhon Si Thammarat），后来在1872年当时十九岁的泰王朱拉隆功大帝将其地位提升为直属于国都曼谷之下的郡府。
泰王国于1932年实行君主立宪制，甲米当时即成为一个自立的泰国郡府。
2004年圣诞节过后发生了印度洋大地震及海啸，甲米府许多离岛及海滩惨被波及，泰國皇家海軍陸戰隊为了维持公共次序曾经登上大披披岛实行军管，后来随着海啸过后重建工作的顺利进行，军管就取消了。

## 地理
是府西濒攀牙湾，西南则面向安达曼大海，全境最高处为奔加山（Phanom Bencha），高度海拔1397米，属于马来亚半岛上的洛坤山脉。离岸有一百三十多处离岛。形态各异， 瑞莱海滩（Railay Beach）和海湾中的占士邦岩岛深受攀岩爱好者们的喜爱。
2004年发生的印度洋地震及海啸曾波及甲米府多处离岛及海滩。虽然多数人认为这里会和别处一样损失惨重，但却未必如此。比如披披莱岛（即小披披岛 Koh Phi Phi Ley）的美丽海滩由于有巨大岩石阻挡滔滔海浪，逃过一劫。披披栋岛（即大披披岛 Koh Phi Phi Don）的海滩上度假屋村虽然被冲毁殆尽，还有多处山间别墅及东面僻静港湾处一些度假屋幸存且在继续营业。
在甲米海岸上酒店的损毁程度是出人意料的小，翱廊（Ao Nang）仅过了一个礼拜后便重新夜夜筝歌。兰挞岛（即 Koh Lanta）由于地形奇特，“海滩”的细沙下全是坚硬的岩石，受破坏程度也较轻，而且在三个月内已经全部修复。
但是海啸过后，人们心头的阴影是不那么容易消除的，比如在披披栋岛上一些幸存的泰国酒店从业人员时常会“望到”与“听到”那些不幸的法郎们（即ฝรั่ง；Farang或Falang---泰国人对西洋人的俗称）在海滩上向他们招手呼救。
甲米府境内还有多处石灰岩山，多数岩山脚下有石灰岩洞。洞内十分凉爽，盛产燕窝，有些洞里保存有几百年的佛像供游人瞻仰与崇拜。 甲米府城外虎岩寺（Wat Thàm Suà）为中国式的寺院，建于绝壁之上，蔚为壮观。
甲米府的漁業發達，盛產褐煤。

## 气候
甲米府由于面临安达曼大海，气候备受海洋季风影响，上半年炎热，下半年多雨。以下是各月份的平均温度与降雨量：                           
|            |        | 一月 Jan | 二月 Feb | 三月 Mar | 四月 Apr | 五月 May | 六月 Jun | 七月 Jul | 八月 Aug | 九月 Sep | 十月 Oct | 十一月 Nov | 十二月 Dec | 全年平均 |
| 平均温度   | 摄氏 C | 26.9     | 27.6     | 28.3     | 28.5     | 28.1     | 28.3     | 27.8     | 28.0     | 27.2     | 27.1     | 27.0       | 26.7       | 27.6     |
| 平均降雨量 | mm     | 35.0     | 30.7     | 38.8     | 163.2    | 348.2    | 212.8    | 263.0    | 262.6    | 419.3    | 305.4    | 207.3      | 52.0       | 194.86   |

资料来源 : WorldClimate (https://web.archive.org/web/20110208173133/http://www.worldclimate.com/ )

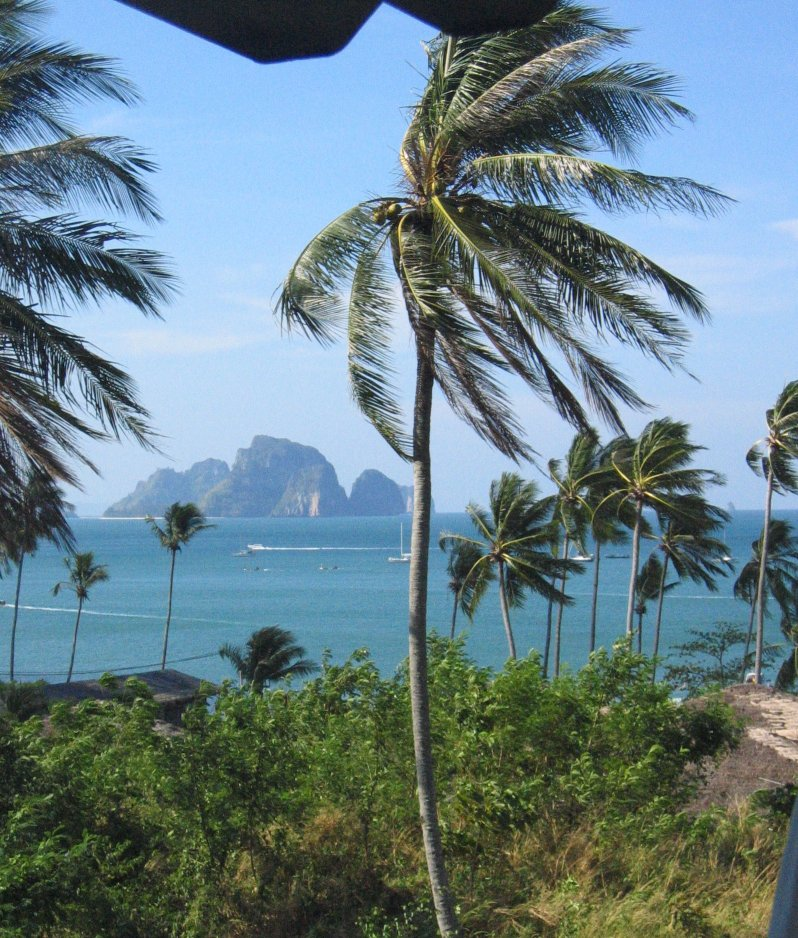
翱廊(Aonang) 沙滩边海风吹拂着椰子树。

## 甲米气候变化
由于2006年-2007年在印度洋上出現了厄尔尼诺現象，造成甲米以及周边地区异常干旱，降雨量偏低。
据报导，泰国海军现在（2007年初）已有准备在旱季中紧急情况下将净水用军舰供送到甲米府、普吉府、攀牙府、董里府、沙敦府、拉廊府等的海岸地区，帮助人民度过难关。（按照正常情况，泰国南方应该于五月中旬结束旱季，进入雨季）。

## 文化生活
在甲米出版的报纸有泰文《甲米周报》，每周四出版，每份八泰币(2006)，内容以报导当地消息为主，偶尔有些旅游及餐饮消息。
另有英文《Krabi Post》，以网上报导形式发表，偶尔付印却不太容易买到。
在甲米府城的书报店一般能买到英文《Bangkok Post》和《Phuket Gazette》。

## 餐饮及购物
麦当劳、肯德基在甲米府城内均有专卖店；在甲米府城和旅游风景区翱廊（Ao Nang）的街道边也有大量泰国小食店，收市时间各有不同。
对于热衷于购物的人们不妨试试在甲米府城中心的百货公司。
莲花超市（特速购、TESCO）、密西中心等拟定与2007年中开张甲米府分店，店址在离府城四公里处的虎岩寺（Wat Tham Sua）附近，但据工程进度来看开张时间可能要推后一点。
总之，在甲米府城与翱廊购物比较曼谷、普吉、合艾等泰国都市可选择性小一些。

## 互联网
在甲米府城和翱廊（Ao Nang）都有很多互联网店可供上网或打游戏机。多数非二十四小时营业，有些关门时间很早。收费标准不一，从每小时十泰币到一百二十泰币都有。

## 航空交通
甲米府城与曼谷之间每日有多航班往返，在一般日子出发不需要预定机票，
到曼谷廊曼国内機場（ท่าอากาศยานดอนเมือง，Don Muang Airport）与甲米机场（Krabi Airport）的航空公司售票处购票即可。
另外自普吉国际机场每日有安达曼航空公司的水上飞机往返普吉机场与披披岛，兰挞岛（ Koh Lanta）及甲米府城，飞行时间分别为二十五分钟及三十分钟。
甲米机场位于甲米府城的东面十四公里处，在繁忙的四号公路边，乘坐Taxi大约需要二十分钟，车费二百泰币左右。在这里起降的除了国内航班空中客车320、波音737之外，还有不定期飞往马来西亚吉隆坡、新加坡、澳洲的国际航班，乘坐国际航班的乘客们需要交纳泰国机场建设税五百泰币。

## 陆路交通
甲米府城距离泰国首都曼谷816公里，无铁路通行。一般汽车经由亚洲4号公路泰国南方段驶及素叻府，然后在接近素叻府南端再依照公路上的泰文和英文指示牌转向甲米府方向。
在甲米府城、甲米机场、翱廊有好几家租车公司可提供汽车及摩托车。在兰塔岛可租到摩托车，但是如在大、小兰塔岛上驾驶请注意路况不良（2006年）要非常小心。在泰国，汽车燃油分为91号油（无铅汽油）和95号油（有铅汽油）两种。一般在加油站会有服务员为你添加，如果你不会说泰语可通过写阿拉伯数字在纸上沟通。加满轿车油箱一般需要600泰币（2006年），可行驶300公里左右；而加满大型摩托车油箱一般需要60泰币（同年），可行驶150公里左右。
在甲米府内许多地方有双排座小巴(泰语：สองแถว 英语：songthaew)兜客， 自甲米府城内去城内任何地方一般需付20至30泰币。如果出城（比如到飞机场），则价格更高需要议价。
在甲米乘出租汽车（的士）由市区到甲米机场，司机一般会开价400~500泰币。

翱廊(Aonang) 明丽的「佛娘沙滩」(Phra Nang beach)

## 海路交通
甲米府西临安达曼海，水路交通方便，有渡船连接甲米府城、翱廊、披披栋岛、兰挞岛。但是请注意如果在五月到十一月季风盛时出海风浪会很大，许多人会不适应。而且有时渡轮也会因为风浪太大而停航，请留意当地的天气预报及海港的海浪预报。
本府有很多近岸离岛和一个叫做Reiley的海滩是仅能坐机动船到达的，在甲米府城或翱廊滩头经常看到泰式的长尾船（英文叫 longtail boat）在离海岸不远处兜客，船夫会开价一千五百泰币等你还价，请记住，在泰国用一千五百泰币足够乘坐飞机从甲米飞回曼谷了。

## 府徽与其他象征
| 甲米府的象征树是 Si-siat-nua （学名叫 Acacia catechu） 。                            |
| 府徽则是由两把交叉着的剑组成，甲米府的名称（古代泰文 --- 意为〖古剑〗）即由此而来 。 |

## 行政及管理
甲米府的行政上被劃分成 8縣（ampoe），又進一步被劃分成53區（tambon）及374村（muban）。
| \| # \| 中文名 \| 泰文名 \| 英文名 \| \| - \| ---------- \| --------- \| ------------ \| \| 1 \| 甲米府治县 \| เมืองกระบี่ \| Mueang Krabi \| \| 2 \| 考帕农县 \| เขาพนม \| Khao Phanom \| \| 3 \| 阁兰达县 \| เกาะลันตา \| Ko Lanta \| \| 4 \| 空统县 \| คลองท่อม \| Khlong Thom \| \| 5 \| 奥勒县 \| อ่าวลึก \| Ao Luek \| \| 6 \| 拜拍耶县 \| ปลายพระยา \| Plai Phraya \| \| 7 \| 兰他县 \| ลำทับ \| Lam Thap \| \| 8 \| 内空县 \| เหนือคลอง \| Nuea Khlong \| |            |           |              |
| # | 中文名     | 泰文名    | 英文名       |
| 1 | 甲米府治县 | เมืองกระบี่  | Mueang Krabi |
| 2 | 考帕农县   | เขาพนม    | Khao Phanom  |
| 3 | 阁兰达县   | เกาะลันตา  | Ko Lanta     |
| 4 | 空统县     | คลองท่อม   | Khlong Thom  |
| 5 | 奥勒县     | อ่าวลึก     | Ao Luek      |
| 6 | 拜拍耶县   | ปลายพระยา | Plai Phraya  |
| 7 | 兰他县     | ลำทับ      | Lam Thap     |
| 8 | 内空县     | เหนือคลอง  | Nuea Khlong  |

## 名勝古蹟
- 考卡哪喃山：位於甲米真轄縣，在市區即可看見，它是甲米府的標志，山上尚有一個美麗的山洞。
- 貝殼墓塚：位於甲米直轄縣，沙灘邊積聚著遠古時代的大小貝殼，密密麻麻，致成一化石墓塚，已有7,500萬年歷史，此一奇蹟僅見於日本、美國及泰國。
- 披披群島國家海上公園：位於甲米真轄縣，其著名觀光點分別為：
  - 哈奴拉它拉沙灘：距市區約20公里，其沙灘長約3公里，並有長排松樹及椰子樹，風光絕讚。另有不少亭園樓閣供旅客休息，許多商店出售土特產，有茅寮供出租。
  - 撒割池：在「哈奴拉它拉沙灘」附近，共有八個水池，每個池的水均清沏透涼。
  - 拗襄灣：距「哈奴拉它拉沙灘」約6公里，此海灣形狀獨特，既有沙灘、又有山巒、還有山洞，其洞壁有美麗的鐘乳石，另有83個大小不一且形狀怪異的群島，有許多燕子聚居在此處。
  - 披披群島：距市區約40公里，位於甲米府與普吉府航海途中，主要包括有兩個重要大島：
    - 小披披島：面積約6.6平方公里，其縣崖峭壁環繞成圓狀，中間形成一類似湖泊的深海灣。另尚可有一個大山洞，有許多燕子聚居，洞壁有史前人類的壁畫，且垂吊著許多美麗的鐘乳石。
    - 大披披島：面積約28平方公里，有寬廣的「噸晒灣」，其沙灘水清沙白，適宜嬉水，此處有許多漁民居住，是船泊碼頭。其海底有非常美麗的珊瑚礁，值得欣賞。

  - 南灣(Ao Nang)
  - 沙郜池(sa kaew)
- 閣蘭大群島國家海上公園：位於閣蘭大縣，包括有52個島嶼，著名的觀光點有：
  - 閣蘭大艾島：有許多漁民聚居在此處，有美麗的沙灘。
  - 閣愛島：其沙灘水清沙白，海底有完美的珊瑚礁。
- 攤莫卡拉國家公園：位於奧律縣，有數個觀光點，如「探碧洞」、「探洛洞」、「探皮華多洞」、「探莫卡拉尼池塘」、「閣瑪島」等，其山洞有史前人類的壁畫，洞壁垂吊著美麗的鐘乳石，能划小舟穿越山洞，景色秀麗。
- 考柏農泯乍山國家公園：面積約50.12平方公里，跨界奧律縣、考帕農縣及甲米直轄縣，其山巒錯縱複雜，有完美的森林，終日籠罩著雲霧，有瀑布、溪流、山洞及各種野獸出沒。
- 藍塔群島國家公園(Mu Ko Lanta National Park)
- 丹波寇羅尼國家公園 (Than Bokkharani National Park)
- 割喉群島：割喉群島又稱喀比四島位於披披群島北方的楠茂灣[1]，是由雞島、管子島、莫島和波達島四個島嶼組成。主要是石灰岩地形。電影割喉島即在此地拍攝。[2]
- 虎穴考郜山靜思中心又稱神仙老虎洞，距喀比鎮約9公里，閣樓洞穴內有老虎掌印，據說曾有一隻老虎在此保護一位僧侶修行時所留下。[3]